# الحلال والحرام في الإسلام (كتاب)
الحلال والحرام في الإسلام هو كتابٌ من تأليف الدكتور والعالم والفقيه يوسف القرضاوي. يتناول الكتاب مجموعة منتقاه من المعاملات والعادات الاجتماعية وحكمها الشرعي من حيث اباحتها وحرمتها فقط بينما لا يتطرق للبحث الفقهي العميق في كل قضية على حدى.

## انتقادات وجهت له
أثار الكتاب حين ظهر موجةً من الانتقادات ضد الشيخ القرضاوي خاصةً من علماء السعودية حتى أن الجهات المختصة منعتْ دخوله السعودية حتى سُمِحَ بتداوله فيما بعد.
وانتقد الكتاب الشيخ صالح الفوزان عضو هيئة كبار العلماء؛ وقال أن فيه أخطاء في مواضع كثيرة بالكتاب من بينها: موضوع موادة بعض الكفار، ولبس الحرير للرجال، وموضوع كشف المرأة لوجهها أمام الأجانب، وموضوع الأغاني والموسيقى، وغيره. ورد عليه بكتابٍ اسماه: «الإعلام بنقد كتاب الحلال والحرام في الإسلام».

## وصلات خارجية
- لتحميل الكتاب من موقع القرضاوي. نت
- الكتاب مترجم باللغة الإنجليزية